# 斗门大桥
斗门大桥是位於广东省中山市神湾镇境内的一条桥梁，由广东省珠海市斗門區实际管辖，横跨西江，全長1,180米，西接西沥大桥和竹排路，东连神灣大道和省道S365，毗鄰斗門港碼頭。